# Yougoslavie aux Jeux olympiques d'été de 1928
La Yougoslavie participe aux Jeux olympiques d'été de 1928, à Amsterdam, en tant que Royaume des Serbes, Croates et Slovènes. Comme dans l’édition précédente de 1924, la délégation yougoslave s’illustre en Gymnastique. En fait, les 5 médailles conquises à Amsterdam le sont exclusivement dans ce sport. La délégation des athlètes yougoslaves étant emmenée une fois encore par Leon Štukelj, champion olympique aux anneaux et troisième au concours général individuel et par équipes. Soit un bilan de 3 médailles sur les 5 remportées par les Yougoslaves.

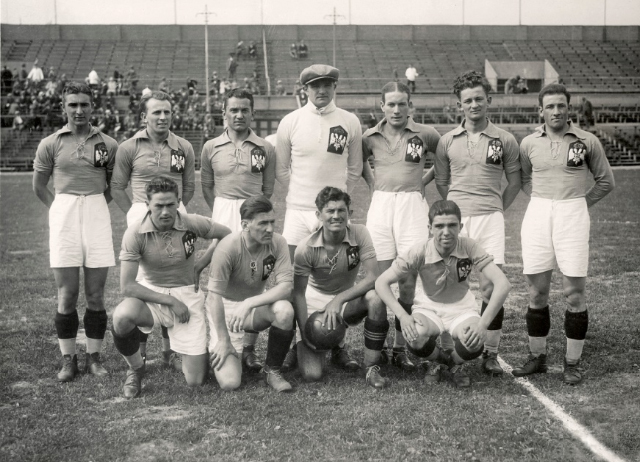
L'équipe de football yougoslave aux Jeux de 1928.

## Médailles
| Médaille                            | Nom | Sport       | Compétition                         |
| ----------------------------------- | --- | ----------- | ----------------------------------- |
| Médaille d'or, Jeux olympiques      | Leon Štukelj | Gymnastique | Anneaux                             |
| Médaille d'argent, Jeux olympiques  | Josip Primožič | Gymnastique | Barres parallèles                   |
| Médaille de bronze, Jeux olympiques | Leon Štukelj | Gymnastique | Concours général individuel hommes  |
| Médaille de bronze, Jeux olympiques | Eduard Antonijevic Dragutin Cioti Stane Derganc Boris Gregorka Anton Malej Ivan Porenta Josip Primožič Leon Štukelj | Gymnastique | Concours général par équipes hommes |
| Médaille de bronze, Jeux olympiques | Stane Derganc | Gymnastique | Saut hommes                         |

## Sources
- (fr) Yougoslavie sur le site du Comité international olympique
- (en) Bilan complet sur le site olympedia.org